# Islandia na Letnich Igrzyskach Olimpijskich 2016
Islandia na Letnich Igrzyskach Olimpijskich 2016 – reprezentacja Islandii na Letnich Igrzyskach Olimpijskich 2016 w Rio de Janeiro, w skład której weszło ośmioro zawodników. Był to 21. start reprezentacji Islandii na letnich igrzyskach olimpijskich. Podczas ceremonii otwarcia chorążym reprezentacji był judoka Þormóður Árni Jónsson.

## Skład reprezentacji

### Gimnastyka sportowa
| Zawodnik       | Konkurencja     | Eliminacje | Eliminacje | Finał | Finał   | Pozycja |
| Zawodnik       | Konkurencja     | Wynik      | Pozycja    | Wynik | Pozycja | Pozycja |
| -------------- | --------------- | ---------- | ---------- | ----- | ------- | ------- |
| Irina Sazonova | Wielobój kobiet | 53,200     | 40.        | NQ    | NQ      | 40.     |

### Judo
| Zawodnik              | Konkurencja             | 1/16 finału        | 1/8 finału       | Ćwierćfinał      | Półfinał         | Finał            | Miejsce |
| Zawodnik              | Konkurencja             | Przeciwnik Wynik   | Przeciwnik Wynik | Przeciwnik Wynik | Przeciwnik Wynik | Przeciwnik Wynik | Miejsce |
| --------------------- | ----------------------- | ------------------ | ---------------- | ---------------- | ---------------- | ---------------- | ------- |
| Þormóður Árni Jónsson | Powyżej 100 kg mężczyzn | Sarnacki P 100-000 | NQ               | NQ               | NQ               | NQ               | 17.-32. |

### Lekkoatletyka
Kobiety
| Zawodnik            | Konkurencja    | Eliminacje | Eliminacje | Finał      | Finał   | Pozycja |
| Zawodnik            | Konkurencja    | Czas/Wynik | Miejsce    | Czas/Wynik | Miejsce | Pozycja |
| ------------------- | -------------- | ---------- | ---------- | ---------- | ------- | ------- |
| Aníta Hinriksdóttir | Bieg na 800 m  | 2:00,14    | 20.        | NQ         | NQ      | 26.     |
| Ásdís Hjálmsdóttir  | Rzut oszczepem | 54,92      | 30.        | NQ         | NQ      | 30.     |

Mężczyźni
| Zawodnik             | Konkurencja  | Eliminacje | Eliminacje | Finał      | Finał   | Pozycja |
| Zawodnik             | Konkurencja  | Czas/Wynik | Miejsce    | Czas/Wynik | Miejsce | Pozycja |
| -------------------- | ------------ | ---------- | ---------- | ---------- | ------- | ------- |
| Guðni Valur Guðnason | Rzut dyskiem | 60,45      | 21.        | NQ         | NQ      | 21.     |

### Pływanie
Kobiety
| Zawodnik                  | Konkurencja              | Eliminacje | Eliminacje | Półfinał | Półfinał | Finał   | Finał   | Pozycja |
| Zawodnik                  | Konkurencja              | Czas       | Miejsce    | Czas     | Miejsce  | Czas    | Miejsce | Pozycja |
| ------------------------- | ------------------------ | ---------- | ---------- | -------- | -------- | ------- | ------- | ------- |
| Hrafnhildur Lúthersdóttir | 100 m stylem klasycznym  | 1:06,81    | 9. Q       | 1:06,71  | 7. Q     | 1:07,18 | 6.      | 6.      |
| Hrafnhildur Lúthersdóttir | 200 m stylem klasycznym  | 2:24,43    | 10. Q      | 2:24,41  | 11.      | NQ      | NQ      | 11.     |
| Eygló Gústafsdóttir       | 100 m stylem grzbietowym | 1:00,89    | 16. Q      | 1:00,65  | 14.      | NQ      | NQ      | 14.     |
| Eygló Gústafsdóttir       | 200 m stylem grzbietowym | 2:09,62    | 12. Q      | 2:08,84  | 3. Q     | 2:09,44 | 8.      | 8.      |

Mężczyźni
| Zawodnik           | Konkurencja                      | Eliminacje | Eliminacje | Półfinał | Półfinał | Finał | Finał   | Pozycja |
| Zawodnik           | Konkurencja                      | Czas       | Miejsce    | Czas     | Miejsce  | Czas  | Miejsce | Pozycja |
| ------------------ | -------------------------------- | ---------- | ---------- | -------- | -------- | ----- | ------- | ------- |
| Anton Sveinn McKee | 100 m stylem klasycznym mężczyzn | 1:01,84    | 35.        | NQ       | NQ       | NQ    | NQ      | 35.     |
| Anton Sveinn McKee | 200 m stylem klasycznym mężczyzn | 2:11,39    | 18.        | NQ       | NQ       | NQ    | NQ      | 18.     |